# Bernhard Näsgård
Bernhard Näsgård, född 16 april 1891 på Sterte i Österfärnebo församling, Gävleborgs län, död 8 juli 1957 i Solna, Stockholms län, var en svensk politiker och statsråd. 

## Biografi
Bernhard Näsgård, som var son till hemmansägaren Johan Olof Eriksson och Kristina Jansdotter, tog studentexamen som privatist och blev filosofie kandidat vid Stockholms högskola 1926. Han var partisekreterare i Bondeförbundet 1932–1936, statssekreterare i Jordbruksdepartementet 1936–1944, riksdagsledamot 1945–1957 samt jordbruksminister i regeringen Erlander II från 1 februari 1957 till sin död fem månader senare. Näsgård avled 8 juli 1957 i Solna församling och begravdes på Österfärnebo kyrkogård.
Näsgård gifte sig 29 september 1923 i Österfärnebo församling med sjuksköterskan Ellen Maria Nilsson (1883–1972). Hon var dotter till kyrkoherden Fredrik Nilsson och Ellen Barkman.